# Едмонд Альбіус
Едмонд Альбіус (фр. Edmond Albius; 9 серпня 1829, Сент-Сюзанн — 8 серпня 1880, там же) — раб з острова Реюньйон, який відкрив спосіб штучного запилення ванілі.

## Біографія
Едмонд Альбіус народився в 1829 році на острові Реюньйон в Індійському океані біля острова Мадагаскар. Його матір'ю була служниця з міста Сент-Сюзанн, яку звали Меліс і яка померла при пологах. Батька Едмонд ніколи не бачив, але, найімовірніше, ним був раб, якого звали Памфіл. Коли хлопчик трохи підріс, його власниця подарувала чорношкіру дитину своєму братові, французькому колоністу Ферреолю Бельє-Бомону (фр. Ferréol Bellier-Beaumont), в чиєму будинку Едмонд став виконувати обов'язки прислуги.
Бельє-Бомон захоплювався ботанікою і вирощував безліч різноманітних рослин в саду свого маєтку. Маленький Едмонд постійно супроводжував господаря, коли той займався садівництвом, і поступово став його улюбленцем. Хлопчик виявився допитливим, тямущим, і так само як і сам Бельє-Бомон, любив спостерігати за природою.

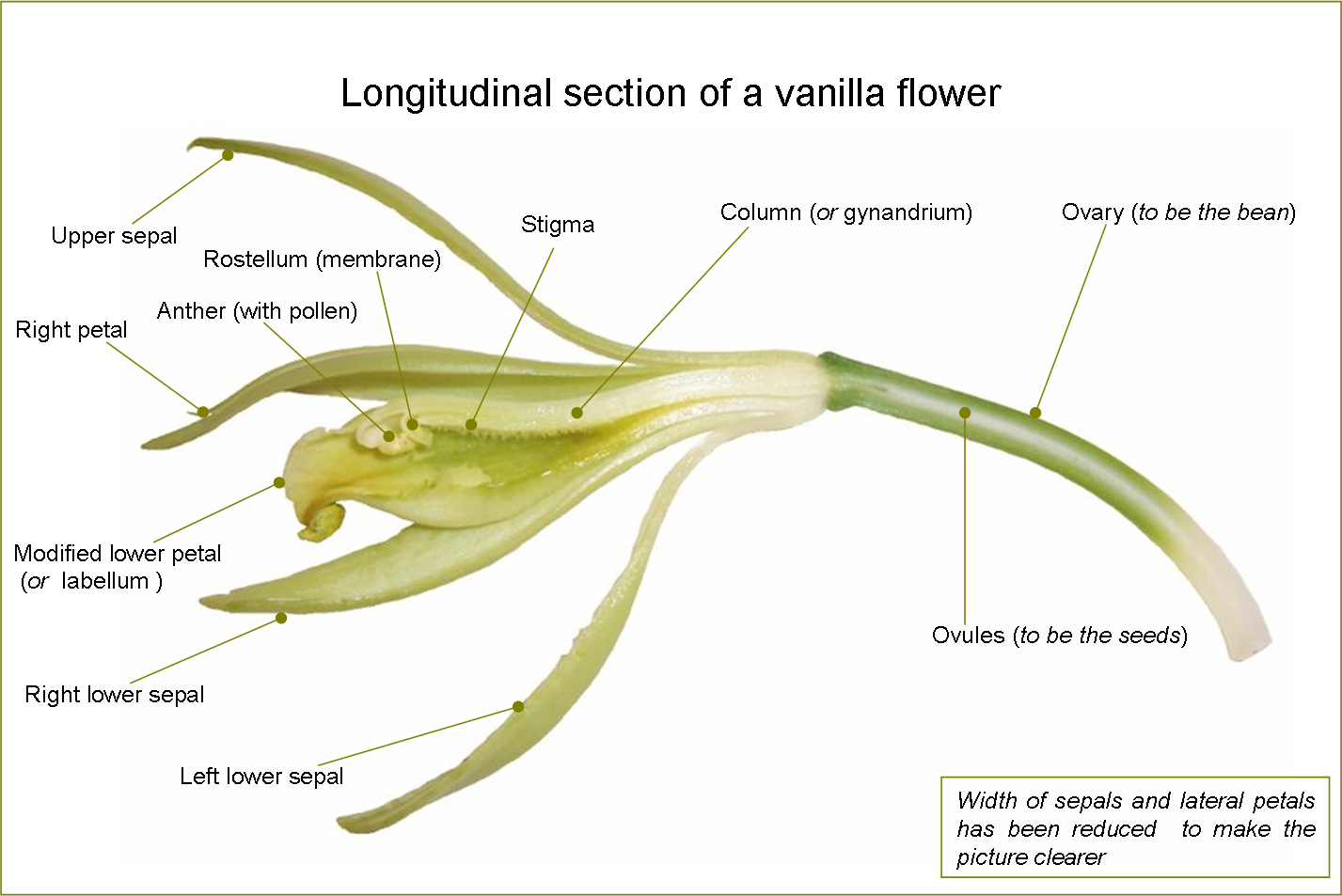
Будова квітки ванілі

Крім інших рослин, в саду Бельє-Бомона росла ваніль. У той час ваніль як пряність цінувалася надзвичайно високо, тому що вирощувалася суто в Мексиці, де рослину запилювали бджоли — меліпони, що живуть тільки в Центральній Америці. За межами своєї батьківщини рослина приживалася, але не давала плодів. На ліані, що росла у Бельє-Бомона, стручки теж не зав'язувалися. Але одного разу, коли він гуляв садом з дванадцятирічним Едмондом, хлопчик показав йому стручок ванілі і пояснив, що знайшов спосіб запилювати ваніль вручну. До цього Бельє-Бомон розповідав йому про те, як відбувається запилення у рослин, так що сам принцип дитині був знайомий. Заслуга ж його полягала в тому, що він звернув увагу на будову квітки ванілі, зокрема, на присутність в ній особливої перегородки, ростеллуму, яка перешкоджала самозапиленню. Едмонду вдалося, використовуючи загострену бамбукову паличку, підняти її і з'єднати тичинку з маточкою.
Переконавшись у дієвості цього способу, Бельє-Бомон став посилати Едмонда до інших землевласників, тамтешніх рабів власному методу. C цього часу, тобто з 1841 року вирощування ванілі перестало бути прерогативою мексиканців: нова культура швидко поширилася по різних країнах. Острів Реюньйон, батьківщина Едмонда, став основним експортером ванілі, що забезпечило йому небачене досі процвітання.
У 1848 році рабство на острові було скасовано, але Едмонд отримав свободу ще до офіційного скасування. Тоді ж він отримав своє прізвище — Альбіус (від лат. albus — білий). Можливо, це прізвище була покликане підкреслити його новий статус, хоча висловлювалися припущення (нічим не обґрунтовані і, більш того, спростовувані прижиттєвими портретами), що Едмонд зовсім не був чорношкірим. Не виключено також, що таке прізвище було обране через білий колір квітки ванілі.
Подальша доля Едмонда склалася не дуже вдало. Він залишив маєток Білизна-Бомона і вирушив до Сен-Дені. Його колишній господар спробував домогтися для нього державної стипендії, в знак визнання його заслуг, але безрезультатно. Едмонд найнявся кухарем до офіцера гарнізону, а потім і зовсім опинився у в'язниці за крадіжку . Бельє-Бомону вдалося домогтися для нього дострокового звільнення. Однак відкриття Едмонда, яке збагатило острів, нічого не принесло йому самому: він помер у бідності в 1880 році.

## Пам'ять

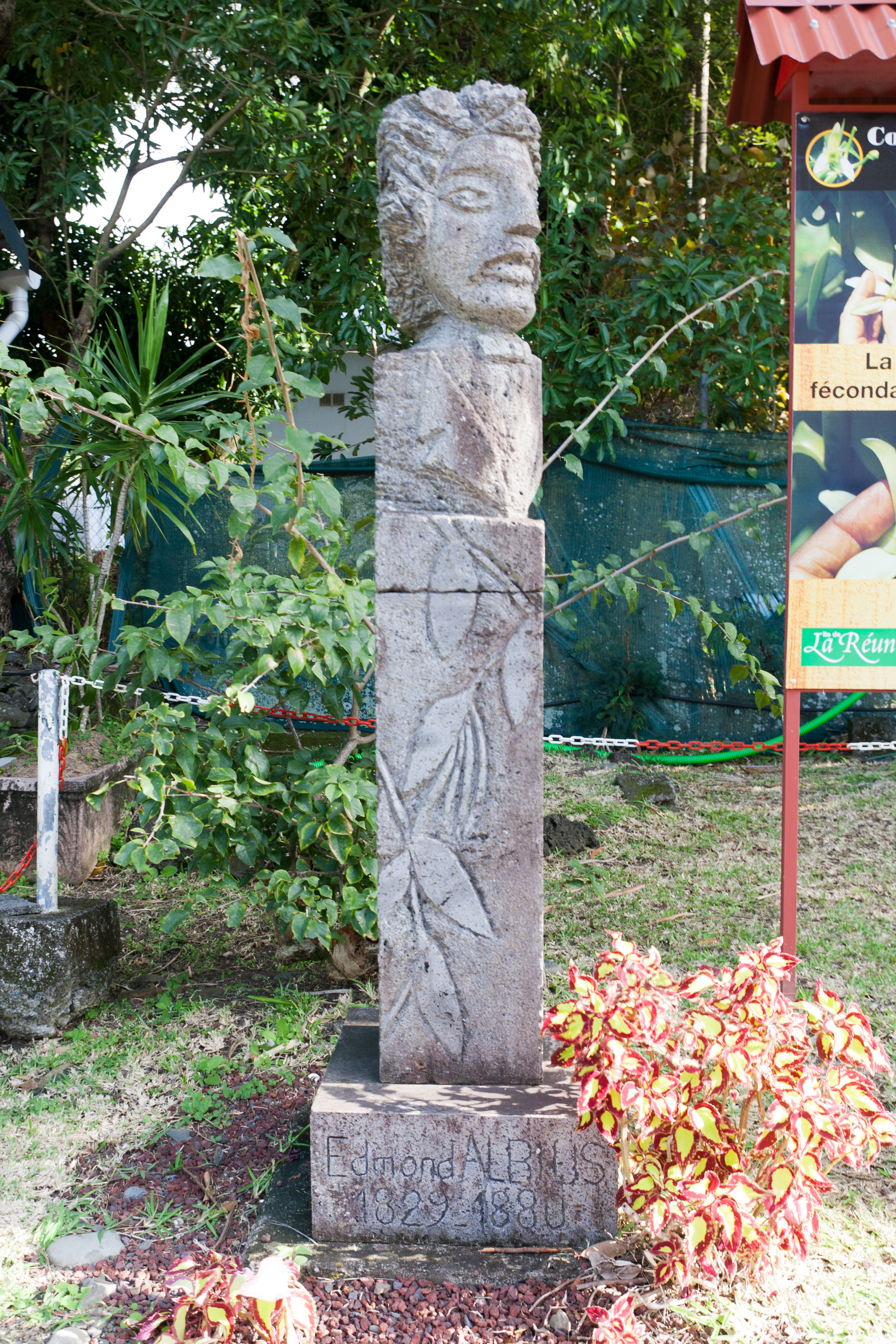
Пам'ятна стела на честь Едмонда Альбіуса на острові Реюньйон

Відкриття Едмонда Альбіуса неодноразово оскаржувалося сучасниками, які не хотіли визнавати, що острів зобов'язаний своїм процвітанням чорношкірому дванадцятирічному рабу. Однак Бельє-Бомон наполегливо відстоював і всіляко доводив його першість.
Визнання до Едмонда Альбіуса прийшло лише в ХХ столітті, після його смерті. На острові на його честь були споруджені бронзовий пам'ятник та пам'ятна стела. Ім'я Едмонда Альбіуса носить один з коледжів острова. Існує проєкт назвати його ім'ям одну зі станцій паризького метро.